# Хоэнхайм

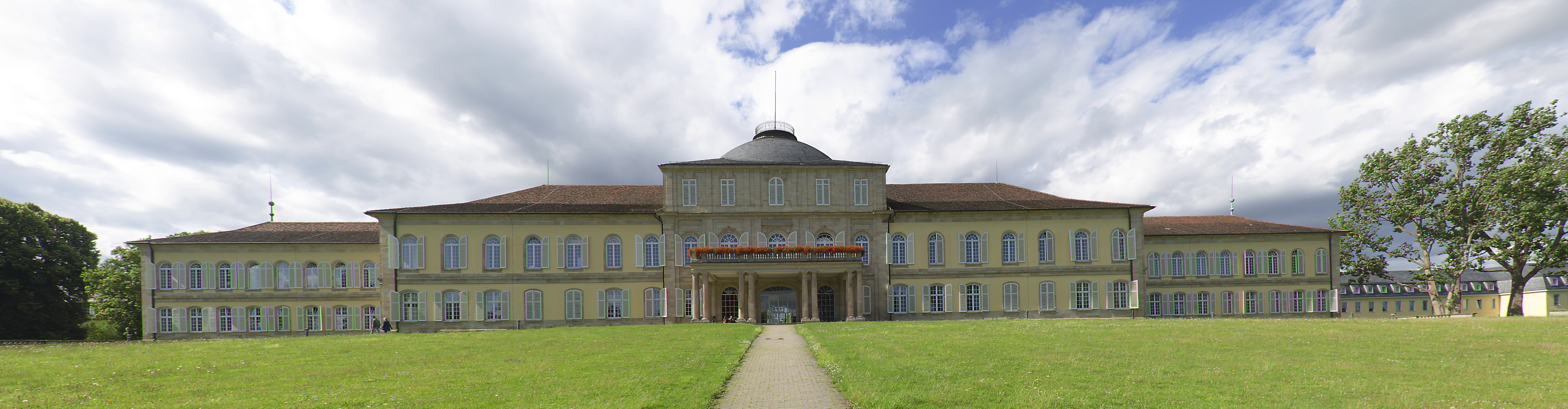
Гогенгеймский дворец

Хо́энхайм (нем. Hohenheim, исторически Го́генгейм) — район Штутгарта, столицы земли Баден-Вюртемберг. Одной из главных достопримечательностей Хоэнхайма является Гогенгеймский дворец, построенный в 1782—1793 годах герцогом Вюртемберга Карлом Евгением в качестве летней резиденции для себя и своей второй супруги имперской графини Франциски фон Гогенгейм. В настоящее время в нём располагается старейший университет Штутгарта — Университет Хоэнхайм.
В 1818 году король Вильгельм I Вюртембергский создал в Хоэнхайме сельскохозяйственную школу, предшественницу современного университета. Сегодня сады составляют дендрарий Баден-Вюртемберга и ботанический сад Университета Хоэнхайм.